# Вера (район Тбилиси)
Ве́ра, Верийский квартал (груз. ვერე) — район Тбилиси. Граничит на юге с районом Мтацминда, на западе — с районом Ваке. Назван по протекающей в районе реке Вере.

## История
В письменных источниках впервые упоминается в XIII веке. Найденные здесь монеты позволяют предполагать, что эти места были заселены и ранее. Через Вере проходила важная стратегическая и торгово-караванная дорога, ведущая в Триалети. В XVIII веке эту дорогу охранял специальный отряд — «Стражи Верийского ущелья».
Интенсивная застройка района происходила после вхождения Грузии в состав Российской империи (1805), в соответствии с утвержденными городскими властями планами, предопредилившими прямоугольное уличное членение.

## Наводнение 2015 года
В 2015 году в ночь с 13 на 14 июня в ущелье реки Вере произошло сильное наводнение. Были затоплены жилые дома и здания, повреждены дороги, нарушена инфраструктура. От разгула стихии погибло 19 человек, ещё 3 пропали без вести. От наводнения катастрофически пострадал Тбилисский зоопарк, вода полностью уничтожила его нижнюю часть, погибло много животных.

## Достопримечательности
- Парк Вере
- Лурджи (Синий) монастырь
- Тбилисская филармония